# Heriaeus delticus
Heriaeus delticus es una especie de araña cangrejo del género Heriaeus, familia Thomisidae. Fue descrita científicamente por Utochkin en 1985.

## Distribución
Esta especie se encuentra en Rusia.